# 保加利亞鰍
保加利亞鰍為輻鰭魚綱鯉形目鰍科的其中一種，為温帶淡水魚，分布於歐洲保加利亞淡水流域，為特有種，棲息在底層水域，生活習性不明。

## 扩展阅读
維基物種上的相關：保加利亞鰍